# Wiñay Wayna

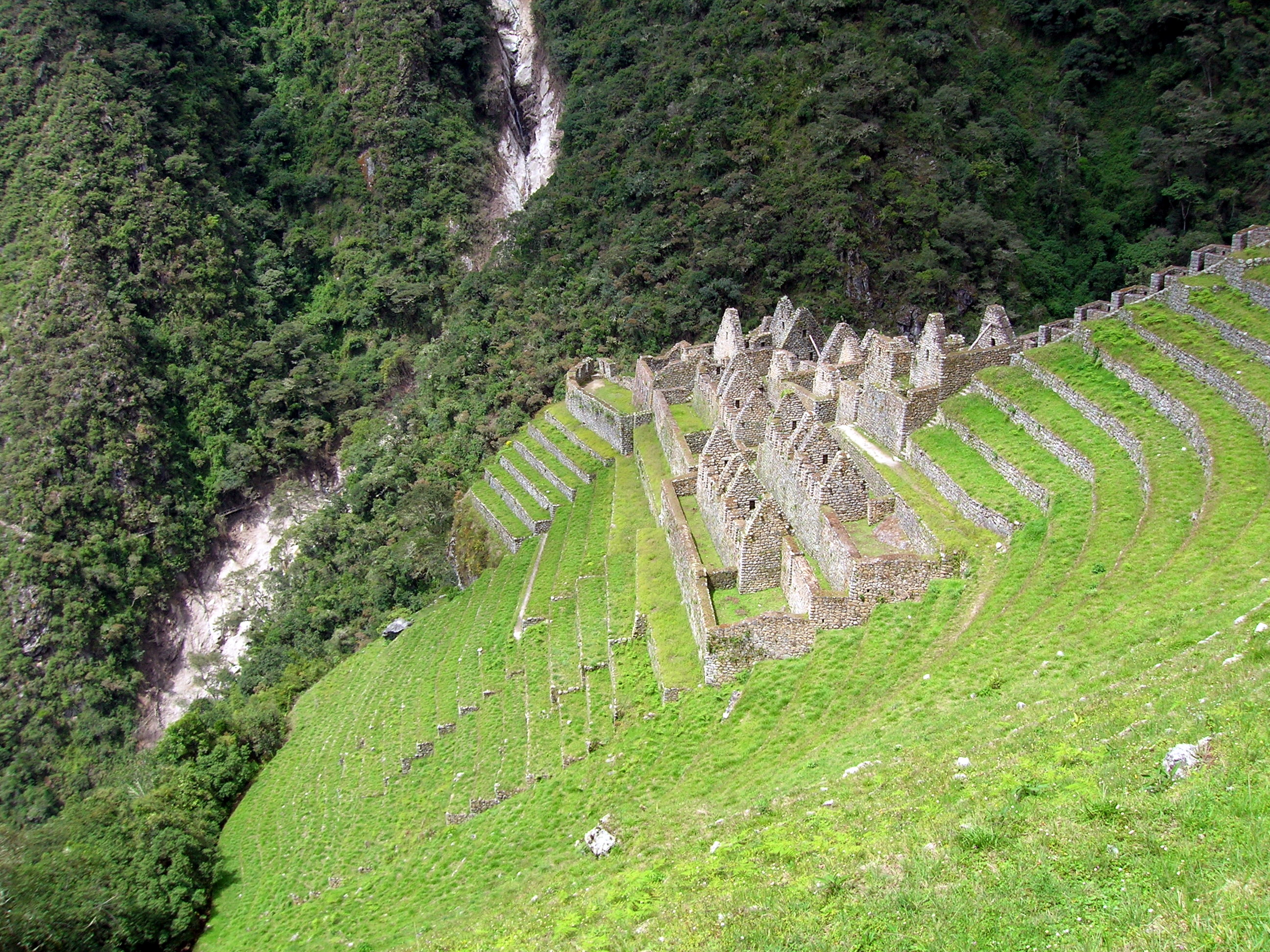
Wiñay Wayna

Wiñay Wayna, Huiñay Huayna – stanowisko archeologiczne z czasów Inków położone przy Szlaku Inków prowadzącym do Machu Picchu, w regionie Cuzco, w Peru. Znajduje się na grzbiecie górskim, nad rzeką Urubambą. Nazwa stanowiska w języku keczua oznacza wiecznie młody.
Stanowisko składa się z dwóch kompleksów zabudowań mieszkalnych - dolnego i górnego. Oba kompleksy są połączone długimi schodami. Do obu części doprowadzona jest woda z naturalnego źródła. Zabudowania mieszkalne są otoczone przez tarasy rolnicze.